# 温泉关战役
溫泉關戰役，又称德摩比利战役，是波希戰爭中发生于希腊温泉关的一场戰役，也是西方歷史上一次重要的戰役，具有極高的歷史意義和軍事意義。希臘的斯巴達國王列奧尼達一世率領二百九十八名斯巴達精銳戰士與部分希臘城邦聯軍於溫泉關抵抗波斯帝國，成功拖延波斯軍隊進攻，爭取到雅典及其他城邦準備戰役的寶貴時間，為未來希臘的勝利立下大功。但因寡不敵眾，二百九十八名斯巴達戰士及殿後的志願軍全部陣亡，無人被俘或投降，列奧尼達被梟首。

## 背景
公元前480年，波斯帝国國王薛西斯一世為了雪耻马拉松战役而征伐古希臘，準備了一支大軍，面對這個威脅，希臘的城邦雅典與斯巴達不計前嫌地聯合起來對抗波斯，組成了一支由斯巴達領導的聯軍，他們原先的計畫是要在奧林帕斯山南端的一個峽谷（Vale of Tempe）阻擋波斯人，但是在得知波斯人即將繞道避開這個山谷時，希臘聯軍撤退了，附近的希臘城邦得知了聯軍即將撤出這個地區時，紛紛望風而降。為了阻止其他的城邦繼續變節，希臘人決定在溫泉關建立他們的防禦據點。溫泉關是一個易守難攻的狹窄通道，一邊是大海，另外一邊是陡峭的山壁。這個村莊附近有熱湧泉，因而得到溫泉關（Thermopylae）這個名字。

## 希臘聯軍戰鬥序列
在一些早期傳奇和現代影視中，稱只有300名斯巴達人，將奴隸和友軍忽略。參加了本次聯軍的仍有：
- 500名曼提尼亞人
- 500名特吉亞人
- 400名科林斯人
- 1120名阿卡迪亞人
- 200名菲琉斯人
- 80名邁錫尼人
- 700名賽斯比人(一般譯作鐵斯匹亞)
- 400名底比斯人
- 1000名佛西斯人
- 奧普蒂恩-羅克里斯人，人數不詳

另說還有其他900名斯巴達人，可能是一般的斯巴達戰士，甚至是「黑勞士」(helots，斯巴達奴隸)

## 戰役經過

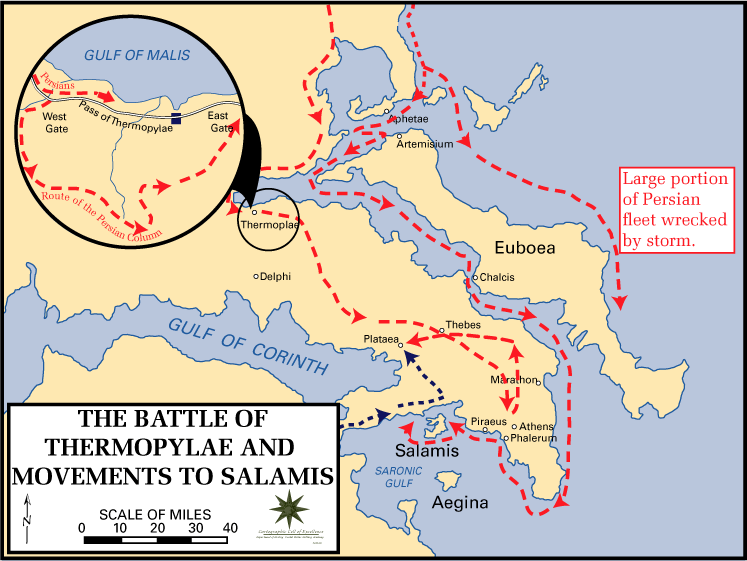
溫泉關位置圖

斯巴達國王列奧尼達一世以其本國精兵298人、400名底比斯人和大約6000名希臘其他城邦的聯軍，利用地形優勢在溫泉關抵擋數量上遠遠超過他們的波斯軍隊長達三天。
列奧尼達的軍隊擋住了當時認為唯一能通往希臘的通道，使得波斯軍隊在頭兩天不得寸進，並且死傷慘重。但在第三天，一個名叫埃菲亞特斯（Ephialtes）的希臘農夫為了獎賞而向薛西斯密報了溫泉關附近的一條小徑，薛西斯聽到此消息後便命令埃菲亞特斯帶領波斯軍隊沿著山區的小徑繞到希臘聯軍的後方，導致聯軍遭到迂迴包圍。本來，列奧尼達在小路旁的山嶺上早已布置下1000名來自佛西斯城邦的守兵。因幾日以來都無戰事，他們便放鬆了警惕。在反應過來前就被波斯士兵消滅。
見此列奧尼達解散了希臘聯軍，留下298名斯巴達精兵與小股志願軍墊后。列奧尼達與戰士們視死如歸，堅守自己的位置，奮力頑抗，同時保護其他正在撤退中的希臘部隊，直至全軍覆沒。雖然波斯軍隊最後仍成功佔領溫泉關，但卻為此付出了沉重的代價。
按照斯巴達傳統，士兵絕不可放棄自己的陣地，面對數十倍於己的波斯軍隊，斯巴達人與希臘聯軍奮勇抵抗死守溫泉關，在第一天阻擊兩萬人的進攻，第二天阻擊了五萬人的衝鋒。這是軍事史上的一次偉大壯舉，此次戰役也完全驗證了斯巴達人的勇猛與驍勇善戰。
一想到血戰到底，寧死不屈的斯巴達勇士，薛西斯就心有餘悸地問：「斯巴達人是不是都是這樣的？」薛西斯下令割下戰死的斯巴達國王列奧尼達的首級，並且把屍體釘到十字架上。

## 結果
列奧尼達率領的部隊在溫泉關勇猛的死戰，為雅典的海軍提供了寶貴的時間，使雅典在接下來的薩拉米灣海戰中能夠獲勝。雅典摧毀了大量的波斯船艦。波斯失去了海軍，無法向陸軍提供補給，這給波斯軍隊帶來了致命的影響。薛西斯一世退回亞洲，留下了指揮官马铎尼斯，與大量的波斯軍隊，繼續在他們已經佔領的領土與希臘軍隊作戰。最後在普拉提亚战役中，希臘聯軍擊潰了馬鐸尼斯，為波希戰爭劃上句號。從此波斯再也無力入侵希臘。

## 纪念
在戰役的四十年後，列奧尼達的遺骸才被歸還給斯巴達。悲痛的人們授予這位偉大的國王最高的榮譽，將他的遺骨重新安葬在山上，斯巴達每年都會舉辦儀式活動來紀念這位蓋世英雄。
斯巴達300勇士戰死後，為了紀念他們的英勇戰績，人們在一尊獅子狀紀念碑上鐫刻下由古希腊诗人西蒙尼德所做的警句：

.
Ō ksein', angellein Lakedaimoniois hoti tēide
keimetha, tois keinōn rhēmasi peithomenoi.
过路人，请告诉拉刻代蒙的人们，我们依照他们的嘱托，倒在这里牺牲了。
美國於2007年3月9日上映的電影便是由敘述這段故事的漫畫所改編。

## 軼事
由於埃菲亞特斯的種種背叛行徑導致他的名字在希臘詞中遭到污名化，變成了「叛徒」的代名詞